# Saison 2010 de l'équipe cycliste AG2R La Mondiale
La saison 2010 de l'équipe cycliste AG2R La Mondiale est la dix-neuvième de l'équipe. Elle débute en janvier lors du Tour Down Under. En tant qu'équipe ProTour, elle participe au calendrier de l'UCI ProTour. L'équipe termine à la 18e place du classement mondial UCI.

## Préparation de la saison 2010

### Arrivées et départs
| Arrivées         | Équipe 2009                  |
| ---------------- | ---------------------------- |
| Julien Bérard    | Chambéry CF                  |
| Maxime Bouet     | Agritubel                    |
| Dimitri Champion | Bretagne-Schuller            |
| Ben Gastauer     | Chambéry CF                  |
| Kristof Goddaert | Topsport Vlaanderen-Mercator |
| David Le Lay     | Agritubel                    |
| Anthony Ravard   | Agritubel                    |

| Départs            | Équipe 2010             |
| ------------------ | ----------------------- |
| Alexandr Pliuschin | Katusha                 |
| Stéphane Poulhiès  | Saur-Sojasun            |
| Cédric Pineau      | Roubaix Lille Métropole |
| Renaud Dion        | Roubaix Lille Métropole |
| Tanel Kangert      | EC Saint-Étienne Loire  |
| Blaise Sonnery     | Creusot Cyclisme        |
| Aurélien Clerc     | retraite                |
| Stéphane Goubert   | retraite                |
| Jean-Charles Sénac | retraite                |

## Déroulement de la saison
Ayant une licence d'équipe ProTour, l'équipe cycliste française peur participer aux courses du calendrier mondial UCI 2010, en plus des épreuves des circuits continentaux.
Lors de la première moitié de la saison, l’équipe a pris part à toutes les courses du calendrier mondial, sans obtenir de victoire. Le premier succès dans le calendrier mondial est arrivé sur le Tour de France avec Christophe Riblon, qui a remporté en solitaire la quatorzième étape, la première dans les Pyrénées. Nicolas Roche termine premier coureur de l'équipe à la fin de la course en prenant la quinzième place à 16 minutes et 59 secondes du vainqueur Alberto Contador. AG2R prend la quatrième place du classement des équipes.
Les autres succès principaux de l’équipe ont été obtenus sur le circuit de l'UCI Europe Tour, avec les Quatre Jours de Dunkerque remporté par Martin Elmiger et le Tour méditerranéen par Rinaldo Nocentini à la suite de la disqualification d'Alejandro Valverde.
L'équipe AG2R termine la saison avec une seule victoire dans le circuit mondial sur le Tour de France, quinze sur l'UCI Europe Tour, deux sur l'UCI Africa Tour et la victoire de Martin Elmiger sur le championnat de Suisse.
Nicolas Roche termine 32e et meilleur coureur au classement UCI, alors qu'Anthony Ravard est le coureur qui a le plus remporté de courses avec 5 succès.

## Coureurs et encadrement technique

### Effectif
Vladimir Efimkin quitte l'équipe le 31 juillet pour des raisons familiales afin de s'occuper de sa femme malade .

En mai, Tadej Valjavec est accusé d'avoir enfreint le règlement antidopage dans le cadre du passeport sanguin et a été suspendu par l'équipe. Blanchi par la fédération slovène en juillet, il a repris la compétition en septembre .

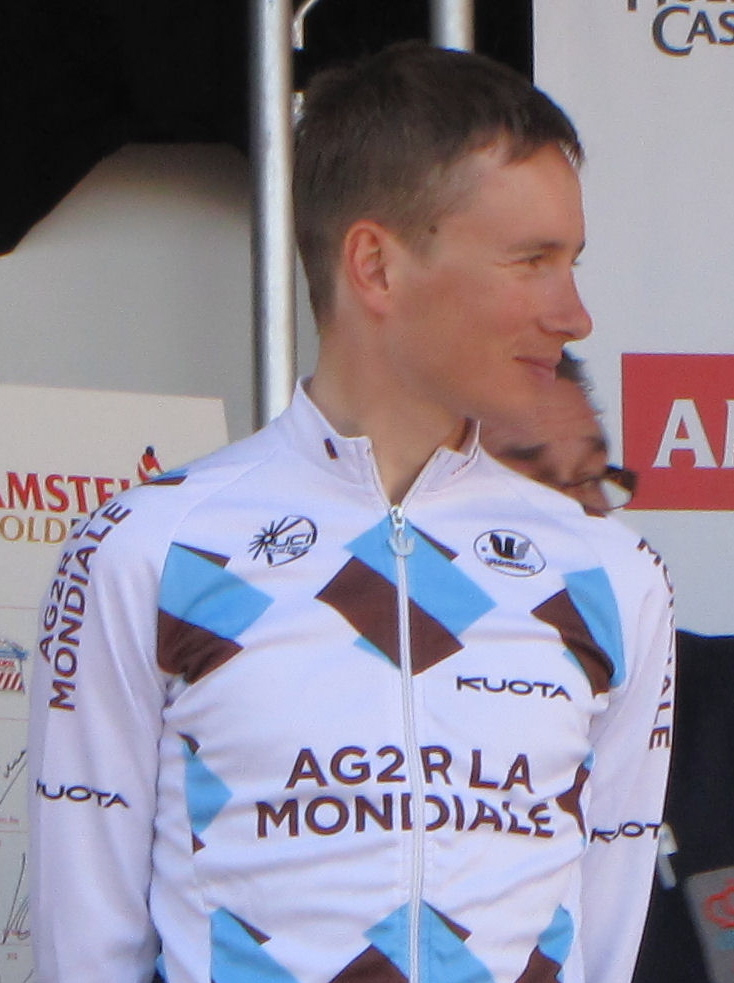
Rene Mandri en 2010 pourtant les couleurs de son équipe de cyclisme

| Cycliste            | Date de naissance | Nationalité | Équipe 2009                  |
| ------------------- | ----------------- | ----------- | ---------------------------- |
| José Luis Arrieta   | 15 juin 1971      | Espagne     | AG2R La Mondiale             |
| Julien Bérard       | 27 juillet 1987   | France      | Chambéry CF                  |
| Guillaume Bonnafond | 23 juin 1987      | France      | AG2R La Mondiale             |
| Maxime Bouet        | 3 novembre 1986   | France      | Agritubel                    |
| Dimitri Champion    | 6 septembre 1983  | France      | Bretagne-Schuller            |
| Cyril Dessel        | 29 novembre 1974  | France      | AG2R La Mondiale             |
| Hubert Dupont       | 13 novembre 1980  | France      | AG2R La Mondiale             |
| Alexander Efimkin   | 2 décembre 1981   | Russie      | AG2R La Mondiale             |
| Vladimir Efimkin    | 2 décembre 1981   | Russie      | AG2R La Mondiale             |
| Martin Elmiger      | 23 septembre 1978 | Suisse      | AG2R La Mondiale             |
| John Gadret         | 22 avril 1979     | France      | AG2R La Mondiale             |
| Ben Gastauer        | 14 novembre 1987  | Luxembourg  | Chambéry CF                  |
| Kristof Goddaert    | 21 novembre 1986  | Belgique    | Topsport Vlaanderen-Mercator |
| Sébastien Hinault   | 11 février 1974   | France      | AG2R La Mondiale             |
| Blel Kadri          | 3 septembre 1986  | France      | AG2R La Mondiale             |
| Yuriy Krivtsov      | 7 février 1979    | France      | AG2R La Mondiale             |
| David Le Lay        | 30 décembre 1979  | France      | Agritubel                    |
| Julien Loubet       | 11 janvier 1985   | France      | AG2R La Mondiale             |
| Rene Mandri         | 20 janvier 1984   | Estonie     | AG2R La Mondiale             |
| Lloyd Mondory       | 26 avril 1982     | France      | AG2R La Mondiale             |
| Rinaldo Nocentini   | 25 septembre 1977 | Italie      | AG2R La Mondiale             |
| Anthony Ravard      | 28 septembre 1983 | France      | Agritubel                    |
| Christophe Riblon   | 17 janvier 1981   | France      | AG2R La Mondiale             |
| Nicolas Roche       | 3 juillet 1984    | Irlande     | AG2R La Mondiale             |
| Nicolas Rousseau    | 16 mars 1983      | France      | AG2R La Mondiale             |
| Gatis Smukulis      | 15 avril 1987     | Lettonie    | AG2R La Mondiale             |
| Ludovic Turpin      | 22 mars 1975      | France      | AG2R La Mondiale             |
| Tadej Valjavec      | 13 avril 1977     | Slovénie    | AG2R La Mondiale             |
| Stagiaire           | Date de naissance | Nationalité | Équipe 2010                  |
| Thomas Bonnin       | 10 mai 1989       | France      | Albi VS                      |
| William Clarke      | 11 avril 1985     | Australie   | Genesys Wealth Advisers      |
| Mathieu Teychenne   | 18 mars 1989      | France      | Chambéry CF                  |

## Bilan de la saison

### Victoires
| Date       | Course                                           | Pays     | Classe | Vainqueur         |
| ---------- | ------------------------------------------------ | -------- | ------ | ----------------- |
| 20/01/2010 | 2e étape de la Tropicale Amissa Bongo            | Gabon    | 2.1    | Julien Loubet     |
| 21/01/2010 | 3e étape de la Tropicale Amissa Bongo            | Gabon    | 2.1    | Nicolas Rousseau  |
| 14/02/2010 | Classement général du Tour méditerranéen         | France   | 2.1    | Rinaldo Nocentini |
| 20/02/2010 | 1re étape du Tour du Haut-Var                    | France   | 2.1    | Rinaldo Nocentini |
| 28/02/2010 | Boucles du Sud Ardèche                           | France   | 1.1    | Christophe Riblon |
| 07/04/2010 | 2ea étape du Circuit de la Sarthe                | France   | 2.1    | Anthony Ravard    |
| 09/04/2010 | 4e étape du Circuit de la Sarthe                 | France   | 2.1    | Anthony Ravard    |
| 08/05/2010 | 4e étape des Quatre Jours de Dunkerque           | France   | 2.HC   | Martin Elmiger    |
| 09/05/2010 | Classement général des Quatre Jours de Dunkerque | France   | 2.HC   | Martin Elmiger    |
| 19/06/2010 | 2ea étape de la Route du Sud                     | France   | 2.1    | Blel Kadri        |
| 27/06/2010 | Championnat de Suisse sur route                  | Suisse   | CN     | Martin Elmiger    |
| 18/07/2010 | 14e étape du Tour de France                      | France   | HIS    | Christophe Riblon |
| 26/07/2010 | 3e étape du Tour de Wallonie                     | Belgique | 2.HC   | Kristof Goddaert  |
| 13/08/2010 | 3e étape du Tour de l'Ain                        | France   | 2.1    | Maxime Bouet      |
| 25/08/2010 | 2e étape du Tour du Poitou-Charentes             | France   | 2.1    | Anthony Ravard    |
| 29/08/2010 | Châteauroux Classic de l'Indre                   | France   | 1.1    | Anthony Ravard    |
| 17/09/2010 | Grand Prix de la Somme                           | France   | 1.1    | Martin Elmiger    |
| 07/10/2010 | Paris-Bourges                                    | France   | 1.1    | Anthony Ravard    |

### Résultats sur les courses majeures
Les tableaux suivants représentent les résultats de l'équipe dans les principales courses du calendrier international (les cinq classiques majeures et les trois grands tours). Pour chaque épreuve est indiqué le meilleur coureur de l'équipe, son classement ainsi que les accessits glanés par AG2R La Mondiale sur les courses de trois semaines.

#### Classiques
| Classique            | Milan-San Remo      | Tour des Flandres   | Paris-Roubaix          | Liège-Bastogne-Liège | Tour de Lombardie         |
| -------------------- | ------------------- | ------------------- | ---------------------- | -------------------- | ------------------------- |
| Coureur (classement) | Lloyd Mondory (38e) | Lloyd Mondory (14e) | Sébastien Hinault (9e) | Nicolas Roche (22e)  | Guillaume Bonnafond (22e) |

#### Grands tours
| Grand tour           | Tour d'Italie     | Tour de France                         | Tour d'Espagne     |
| -------------------- | ----------------- | -------------------------------------- | ------------------ |
| Coureur (classement) | John Gadret (13e) | Nicolas Roche (14e)                    | Nicolas Roche (6e) |
| Accessits            | -                 | 1 victoire d'étape (Christophe Riblon) | -                  |

### Classement UCI
L'équipe AG2R La Mondiale termine à la dix-huitième place du Calendrier mondial avec 267 points. Ce total est obtenu par l'addition des points des cinq meilleurs coureurs de l'équipe au classement individuel que sont Nicolas Roche, 32e avec 152 points, Christophe Riblon, 88e avec 51 points, John Gadret, 105e avec 36 points, Sébastien Hinault, 130e avec 18 points, et Maxime Bouet, 166e avec 10 points,.
| Rang | Coureur           | Points |
| ---- | ----------------- | ------ |
| 32   | Nicolas Roche     | 152    |
| 88   | Christophe Riblon | 51     |
| 105  | John Gadret       | 36     |
| 130  | Sébastien Hinault | 18     |
| 166  | Maxime Bouet      | 10     |
| 203  | Alexander Efimkin | 5      |
| 212  | Lloyd Mondory     | 4      |
| 227  | Hubert Dupont     | 3      |
| 245  | José Luis Arrieta | 2      |
| 259  | Dimitri Champion  | 1      |
| 260  | Blel Kadri        | 1      |